# At the Basket Picnic
At the Basket Picnic è un cortometraggio muto del 1912 diretto da Dell Henderson.

## Produzione
Il film fu prodotto dalla Biograph Company.

## Distribuzione
Distribuito dalla General Film Company, il film - un cortometraggio di 132,9 metri - uscì nelle sale cinematografiche USA il 28 ottobre 1912. Il 26 dicembre di quello stesso anno, la Moving Pictures Sales Agency lo distribuì nel Regno Unito. Nelle proiezioni, veniva programmato con il sistema dello split reel, accorpato in un'unica bobina con un altro cortometraggio prodotto dalla Biograph, la commedia A Real Estate Deal.
Non si conoscono copie ancora esistenti della pellicola che viene considerata presumibilmente perduta.